# Greg Moore
Gregory William Moore (New Westminster, Columbia Británica, Canadá; 22 de abril de 1975-Fontana, California, Estados Unidos; 31 de octubre de 1999), más conocido como Greg Moore, fue un piloto de automovilismo canadiense. En sus cuatro años en la CART, obtuvo cinco victorias y 17 podios en 72 partidas con el equipo Forsythe.

## Biografía
Gregory William Moore nació en New Westminster, en la provincia canadiense de Columbia Británica, el 22 de abril de 1975. Su padre, Ric, era dueño de un concesionario Chrysler en Maple Ridge, una ciudad cercana a Vancouver, y competía con autos Can-Am a nivel de club, en pistas como Westwood Motorsport Park. Se divorció de su esposa Donna cuando Moore tenía cinco años y el niño vivió con su madre hasta el comienzo de su carrera en el karting. Tenía dos hermanos: un varón y una hermana. Moore estudió primero en la escuela Meadowridge. Fue transferido a la escuela secundaria Pitt Meadows para los dos últimos años de su educación, donde se graduó con honores en 1993.
A menudo se subía al coche de carreras de su padre y simulaba correr agarrando el volante.  Esto despertó su interés por las carreras de autos,  y su padre le regaló un kart a los seis años. Moore conducía el kart con la carrocería de plástico de una minivan alrededor en el estacionamiento del concesionario de su padre. Desarrolló el control del vehículo con neumáticos lisos secos en una pista mojada. Comenzó a competir en karts a los diez años, y poco después se unió al Westwood Karting Club. Fue allí donde Moore recibió el número de coche 99 por ser el miembro número 99 del club; lo usó durante toda su carrera. Su padre actuó como su representante, tutor y financista, y adoptó un enfoque sensato en su carrera.
Aunque tenía inclinación por las carreras, también jugaba al hockey sobre hielo. Desde los diez años, Moore fue portero, y comenzó a conducir karts en 1986. Fue nombrado dos veces Atleta del Año de Maple Ridge y ganó el Campeonato Provincial de Hockey de Columbia Británica.  Moore jugó en el mismo equipo menor de hockey sobre hielo que el futuro jugador profesional Paul Kariya. Cuando tenía 14 años, su padre lo instó a elegir entre el hockey sobre hielo y las carreras si quería seguir desarrollándose en los deportes. Moore finalmente decidió centrarse en las carreras. Sus ídolos deportivos fueron el jugador de hockey sobre hielo Wayne Gretzky y el tres veces campeón mundial de Fórmula Uno Ayrton Senna.

## Trayectoria
En 1989 y 1990, Moore ganó el Campeonato Norteamericano de Carreras de Karts Enduro. Su padre quería saber si los logros de su hijo se debían a sus habilidades al volante o al equipo. Llevó a Moore a la Spenard-David Racing School en Shannonville, Ontario , en agosto de 1990,  donde el corredor David Empringham lo instruyó. Ganó una carrera contra 40 conductores. El dueño de la pista, Richard Spenard, quedó impresionado por la habilidad de Moore y lo invitó a regresar más tarde ese año para participar en una serie de "Top Gun". Obtuvo una exención especial para ingresar a la escuela,  y ganó contra casi 800 compañeros conductores al concluir las pruebas de desempate de tres días de la escuela.  Moore aprendió a seleccionar una marcha más baja, dónde ubicar el vértice de una curva y cómo evitar un accidente.
Tomó la decisión de progresar a las carreras de autos en 1991,  y se le asignó a Steve Challis como su ingeniero de carreras y asesor.  Moore compitió en el Campeonato Canadiense de Fórmula Ford de ocho rondas en un Van Diemen RF91-Ford;  su padre compró el auto de Inglaterra y compitió contra conductores que le doblaban la edad.  Ganó la ronda de Shannonville Motorsport Park y obtuvo otros cuatro resultados entre los diez primeros para terminar cuarto en la clasificación final de puntos con 120 acumulados. Fue nombrado Novato del Año de la serie.  Moore se trasladó al Campeonato de la División Oeste USAC FF2000 de nivel superior en 1992 después de que los planes para ingresar al Campeonato Canadiense F2000 fracasaran cuando esa serie cerró.  Tomó cuatro pole positions y cuatro victorias en camino a llevarse el campeonato en la ronda final de la temporada en Willow Springs.  Moore fue elegido Novato del Año en este nivel después de avanzar al comienzo de la temporada, y fue incluido en el Salón de la Fama de la serie en 1999 como graduado de 1992.  Para ganar el título, condujo un automóvil de Fórmula Atlántico en California y probó para Van Diemen en el Circuito Snetterton en Inglaterra.
Su reputación y el reconocimiento de su habilidad atrajeron la atención del dueño de Forsythe Racing, Gerald Forsythe, quien buscó un piloto canadiense para su equipo Indy Lights en 1995. Fue campeón de la temporada con diez victorias en doce carreras. Forsythe contrató a Moore para disputar la serie CART en 1996. Con tres podios, finalizó noveno en el campeonato, pero también estuvo involucrado en el accidente de Emerson Fittipaldi, que obligó al veterano piloto brasileño a retirarse.
En 1997, el canadiense ganó sus dos primeras carreras en la CART en Milwaukee y Detroit. Además finalizó segundo en tres carreras, aunque una seguidilla de abandonos en la segunda mitad de la temporada lo relegó a la séptima posición final.
En 1998, Moore volvió a ganar en Río de Janeiro y en Míchigan (500 millas). Con un total de seis podios, finalizó quinto en el campeonato, con 141 puntos.
Al entrar en la temporada de 1999, la afición de CART y los medios de comunicación consideraban a Moore uno de los favoritos para ganar el título. Al volante de un coche de baja potencia y poco fiable, equipado con un motor Mercedes-Benz. Terminó la temporada décimo con 97 puntos en el campeonato de pilotos. 
En su cuarto año como piloto de Forsythe en la CART, el canadiense consiguió una victoria en Homestead en la carrera inaugural de la temporada de 1999, y consiguió otros dos podios. Ese mismo año, disputó las cuatro fechas del International Race of Champions.

## Muerte
El 31 de octubre de 1999, Moore corría en el Auto Club Speedway de Fontana, California. Era la prueba final de la CART, la Marlboro 500, y en la décima vuelta, el monoplaza de Moore perdió el control a mitad de la segunda curva y se salió de la pista a 354 km/h, levantándose por los aires luego de que la suspensión de su vehículo golpeara un camino de acceso a la pista, y consecuentemente estrellando un muro a más de 260 km/h del lado de la cabina del piloto, produciendo daños a la barra antivuelco. Después del primer impacto, y con el coche desintegrado completamente, el habitáculo con Moore dentro e inconsciente continuó dando vueltas de campana y chocando contra el suelo. Finalmente, se detuvo boca abajo y completamente destrozado, con Moore en su interior. Moore recibió heridas internas y de cabeza fatales y fue trasladado en helicóptero al Centro Médico de la Universidad de Loma Linda. Poco tiempo después del impacto, Greg Moore murió.
La pista se acomodó y la carrera continuó, sin dar a conocer el fallecimiento de Moore, ya que el comité decidió que podría ser perjudicial para los pilotos, causando desconcentración y un número mayor de accidentes. Su muerte ocurrió un mes después del choque fatal de Gonzalo Rodríguez en la fecha de Laguna Seca de la CART.
Sus restos reposan en el cementerio Robinson Memorial Park en Coquitlam.

## Resultados

### CART
(Clave) (negrita indica pole position) (cursiva indica vuelta rápida)

| Año  | Escudería                | Motor    | 1     | 2      | 3      | 4      | 5     | 6      | 7      | 8      | 9      | 10     | 11     | 12     | 13     | 14     | 15     | 16     | 17     | 18     | 19     | 20     | Pos. | Puntos |
| ---- | ------------------------ | -------- | ----- | ------ | ------ | ------ | ----- | ------ | ------ | ------ | ------ | ------ | ------ | ------ | ------ | ------ | ------ | ------ | ------ | ------ | ------ | ------ | ---- | ------ |
| 1996 | Player's/Forsythe Racing | Mercedes | MIA 7 | RIO 18 | SRF 3  | LBH 22 | NAZ 2 | US 13  | MIL 5  | DET 20 | POR 25 | CLE 3  | TOR 4  | MIC 17 | MDO 9  | ROA 23 | VAN 25 | LAG 6  |        |        |        |        | 9.º  | 84     |
| 1997 | Player's/Forsythe Racing | Mercedes | MIA 4 | SRF 2  | LBH 23 | NAZ 16 | RIO 2 | GAT 13 | MIL 1  | DET 1  | POR 5  | CLE 24 | TOR 23 | MIC 27 | MDO 2  | ROA 18 | VAN 17 | LAG 24 | FON 13 |        |        |        | 7.º  | 111    |
| 1998 | Player's/Forsythe Racing | Mercedes | MIA 2 | MOT 4  | LBH 6  | NAZ 3  | RIO 1 | GAT 3  | MIL 13 | DET 5  | POR 27 | CLE 25 | TOR 11 | MIC 1  | MDO 22 | ROA 21 | VAN 20 | LAG 21 | HOU 26 | SRF 8  | FON 2  |        | 5.º  | 141    |
| 1999 | Player's/Forsythe Racing | Mercedes | MIA 1 | MOT 4  | LBH 8  | NAZ 12 | RIO 8 | GAT 6  | MIL 2  | POR 13 | CLE 18 | ROA 4  | TOR 20 | MIC 23 | DET 3  | MDO 11 | CHI 26 | VAN 20 | LAG 23 | HOU 16 | SRF 17 | FON 26 | 10.º | 97     |